# Kirchspiel Schaaken

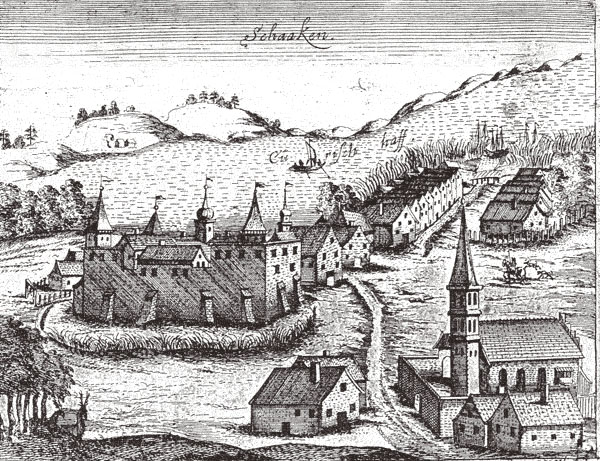
Schaaken (Caspar Henneberger, 1576)

Das Kirchspiel Schaaken war das Kirchspiel der um 1280 entstandenen Lischke Schaaken im Samland. Bis 1880 war Schaaken der Amtssitz des Kreises Königsberg in der Provinz Ostpreußen. Seit 1945 liegt sie im Rajon Gurjewsk der Oblast Kaliningrad. Der Ort Schaaken bestand aus drei Teilen: Liska-Schaaken mit der darin aufgegangenen Domäne Schaaken sowie dem Ort Schemtschuschnoje mit der Schaakener Kirche. Die heutige Ruine befindet sich in der östlichen Ortsmitte von Schemtschuschnoje an der Straße nach Kaliningrad.

## Lage
Das Kirchspiel Schaaken im Samland reichte im Norden von der Küste des Kurischen Haffs bei Schaaksvitte (russisch: Kaschirskoje) bis nach Konradshorst (Georgijewskoje) im Süden, von Sprittlauken (Gorochowo) im Westen bis nach Neuendorf (Uslowoje) im Osten. Es umfasste nahezu 50 Kirchspielorte bei einer Fläche von mehr als 100 Quadratkilometern.
Eine Nebenstraße führte von Schaaksvitte über Kirche Schaaken in südliche Richtung bis vor die Tore der Stadt Neuhausen (Gurjewsk) an der Chaussee Neuhausen – Labiau (Polessk), der heutigen russischen Fernstraße A 190. Die Königsberger Kleinbahn verband bis 1945 mit ihrer Bahnstrecke Prawten–Schaaksvitte ab Powarben (Stepnoje) das  Kirchspiel mit sechs Bahnstationen.

## Kirchengebäude

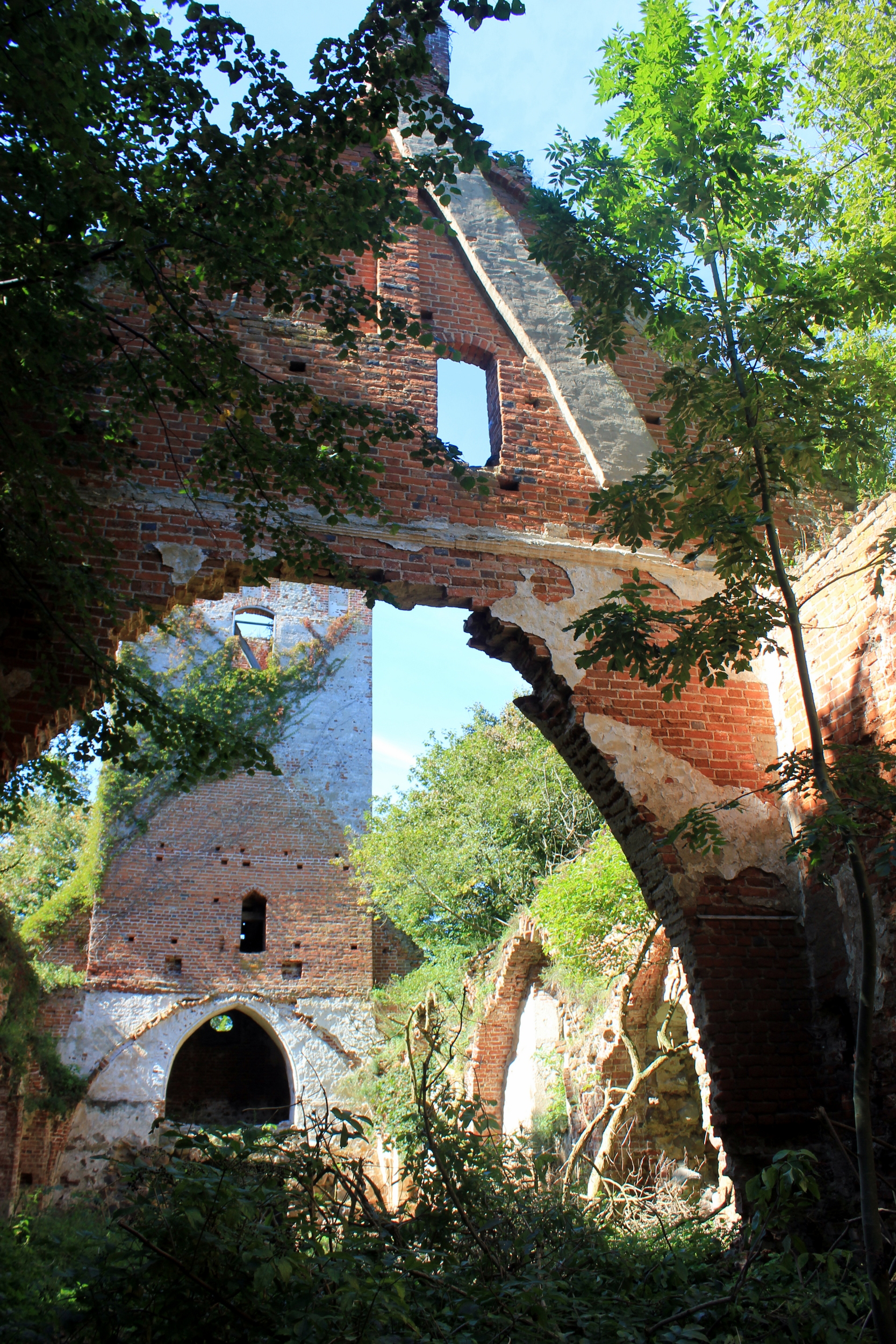
Kirchenruine im Sommer 2016

Mit dem Bau der Kirche wurde in der zweiten Hälfte des 14. Jahrhunderts begonnen. Sie ist ein für das Samland typischer verputzter Feldstein- und Backsteinbau mit dreiseitig geschlossenem Chor.
Der Turm stammt vom Beginn des 14. Jahrhunderts. Nach einer Beschädigung erhielt er 1862 einen neuen Helm. Das Kircheninnere mit der gewölbten Decke wurde 1877 erneuert. Der Chor und das Langhaus waren durch einen Triumphbogen getrennt. Erst im 15. Jahrhundert zog man Sterngewölbe ein, während der Chor seine flache Decke behielt. An den Wänden sind Reste alter Malereien erkennbar.
Die Bemalung der Emporen erfolgte im 17. Jahrhundert. Aus dieser Zeit stammte auch der Altaraufsatz, der sich auf einer gotischen Mensa befindet. Zwischen korinthischen Säulen zeigte das Hauptbild die Kreuzigung Jesu in einfacher Schnitzerei. Gleichen Alters war die Kanzel.
Die Orgel stammte aus der Werkstatt des Adam Gottlob Casparini in Königsberg (Preußen) (Kaliningrad) und wurde im 20. Jahrhundert von Orgelbaumeister Terletzki in Elbing (Elbląg) grundlegend erneuert. Die drei Glocken waren aus den Jahren 1736, 1815 und 1869.
Die im Krieg unzerstörte Kirche verfiel in den nachfolgenden Jahren. 1966 wurde die Turmspitze abgenommen, und das mit Asbestplatten neu gedeckte Dach hielt bis in die 1980er Jahre. Heute sind nur noch die Außenmauern, der Turm und der Bogen zwischen Kirchenschiff und Chor erhalten.

## Kirchengemeinde
Bereits in vorreformatorischer Zeit war Schaaken ein Kirchdorf. Die lutherische Reformation hielt hier schon früh Einzug. Bis zum Jahre 1894 war Schaaken eine eigene Inspektion, gehörte dann aber bis 1945 zum Kirchenkreis Königsberg-Land II (nördlich des Pregel) in der Kirchenprovinz Ostpreußen der Kirche der Altpreußischen Union.
Aufgrund von Flucht und Vertreibung der einheimischen Bevölkerung infolge des Zweiten Weltkrieges und bedingt durch die restriktive Religionspolitik der Sowjetunion kam kirchliches Leben bis in die 1990er Jahre zum Erliegen. Dann jedoch bildeten sich neue evangelisch-lutherische Gemeinden in der Oblast Kaliningrad, unter denen die in Marschalskoje (Gallgarben) dem ehemaligen Kirchspiel Schaaken am nächsten liegt. Sie ist eine Filialgemeinde der Auferstehungskirche in Kaliningrad (Königsberg) innerhalb der Propstei Kaliningrad der Evangelisch-lutherischen Kirche Europäisches Russland (ELKER).

## Kirchspielorte
Das Kirchspiel Schaaken umfasste die folgenden Orte:
| Name             | Russischer Name |  | Name              | Russischer Name |  | Name             | Russischer Name              |
| ---------------- | --------------- |  | ----------------- | --------------- |  | ---------------- | ---------------------------- |
| Adlig Gallgarben | Opuschki        |  | Konradshorst      | Georgijewskoje  |  | Sand b. Schaaken |                              |
| Damerau          | Sokolowka       |  | Konradsvitte      |                 |  | Domäne Schaaken  |                              |
| Damerauhof       |                 |  | Kröken-Krug       |                 |  | Kirche Schaaken  | Schemtschuschnoje            |
| Daniels          | Tretjakowka     |  | Krumteich         | Selenopolje     |  | Liska-Schaaken   | Nekrassowo                   |
| Dogehnen         | Chlebnikowo     |  | Marienhof         | Sewerny         |  | Schaaksvitte     | Kaschirskoje                 |
| Eythienen        | Starorusskoje   |  | Mickenburg        |                 |  | Sperlings        | Petrowka, jetzt: Krasnopolje |
| Gallgarben       | Marschalskoje   |  | Morgenkrug        |                 |  | Sprittlauken     | Gorochowo                    |
| Germehnen        | Naumowka        |  | Neuendorf         | Uslowoje        |  | Steinort         | Primorskoje                  |
| Ginthieden       | Pawlowo         |  | Neuendorfshöfchen |                 |  | Sudau            | Oktjabrskoje                 |
| Görken           | Iljitschjowo    |  | Nickelsdorf       | Owraschnoje     |  | Sudnicken        | Pirogowo                     |
| Hannchenthal     |                 |  | Palwerhaus        |                 |  | Tarpienen        | Lipowka                      |
| Hülfe            |                 |  | Powarben          | Stepnoje        |  | Thiemsdorf       | Prawdino                     |
| Hütterie         |                 |  | Preußisch Höfchen |                 |  | Trömpau          | Lasowskoje                   |
| Karlshof         | Sowchosnoje     |  | Regitten          | Krasnopolje     |  | Waldhaus         |                              |
| Kirschappen      | Pridoroschnoje  |  | Reyken            |                 |  | Wesselshöfen     | Wassiljewskoje               |
| Kommau           | Kistenjowka     |  | Sallecken         | Lessossekowo    |  |                  |                              |

## Pfarrer
Im Kirchspiel Schaaken amtierten von der Reformation bis 1945 jeweils zwei Geistliche (Pfarrer und Diakonus):
- Heinrich NN.
- Thomas NN., 1535–1537
- Kilian Torner, 1537–1544
- Hermann Schultetus, 1544–1548
- Johann Marius, 1548–1556
- Johann Meyer, 1566
- Georg Cellinus, 1567–1593
- Christoph Walter, ab 1569
- Joachim Wedeck, bis 1602
- Anton Neander, 1593–1602
- Johann Lindingius, 1602–1645
- Adam Prätorius, 1603–1616
- Urban Schäfer, 1616–1628
- Andreas Witzel, 1628–1641
- Christoph Fröhlich, 1641–1654
- Johann Christian Ising, 1646–1652
- Laurentius David Ranger, 1653–1660
- Levin Holtzeigen, 1654–1659
- Michael Burkhard, 1659–1664
- Christoph Weiß, 1660–1701
- Heinrich Ranisch, 1664–1675
- Christoph Röse, 1675–1715
- Johann Sigismund Weiß, 1701–1733
- Erdmann Heinrich Wernecke, 1713–1715
- Johann Christian Clau, 1715–1733
- Johann Christian Busolt, 1731–1747
- Martin Christian Feege, 1734–1742
- Philipp Theodor Mitzel, 1743–1758
- Georg Christoph Rasch, 1747–1770
- Michael Rosenbaum, 1758–1761
- Johann Friedrich Rosenhagen, 1761–1780
- Ludwig Ernst von Borowski, 1770–1782
- Christian Albert Färber, 1782–1815
- Johann Friedrich Goldbeck, 1782–1812
- Johann Wilhelm Volkmann, ab 1812
- Friedrich Kowalewski, 1815–1826
- Johann Carl Friedrich Borck, 1826–1832
- August Friedrich Wilhelm Wegnern, >1832–1838
- Johann F.G.F. Schlakowski, 1837–1868
- Rudolf C.F. Gregorovius, 1838–1845
- Adolf Gotthilf Mertens, ab 1845
- Carl Ernst Eduard Reinert. 1852–1868
- Adolf Ferdinand Georg Gropp, 1868–1870
- Johann Gottfried E. Schaefer, 1868–1870
- Eduard H.A. von Schäwen, 1870–1885
- (Ludwig Friedrich) Adolf Hoffmann, 1885–1901[7]
- Julius Paul Küßner, 1891–1899
- Leopold Kroeske, 1899–1924
- Carl Friedrich J. Dallwig, 1902–1922
- Ernst Johannes Sattler, 1923–1929
- Ernst Glaubitt, 1925–1947
- Karl Woronowicz, 1931–1935
- Walter Dignath, 1943–1945